# Powiat Shida
Powiat Shida (jap. 信太郡 Shida-gun) – dawny powiat w Japonii, w prefekturze Ibaraki.

## Historia

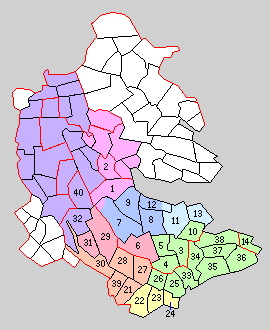
Powiat Shida (1–14) (1889 r.)

Powiat został założony 2 grudnia 1878 roku. Wraz z utworzeniem nowego systemu administracyjnego 1 kwietnia 1889 roku powiat Shida został podzielony na miejscowość Edosaki i 13 wiosek: Azuma, Nakaya, Kimiga, Numasato, Okuno, Asahi, Kimihara, Ami, Hatosaki, Kihara, Funashima, Anjū oraz Ukishima.
1 kwietnia 1896 roku powiat Shida został podzielony: wsie Azuma i Nakaya zostały włączone do powiatu Niihari, a pozostała jego część do powiatu Inashiki, tym samym powiat został rozwiązany.